# Степанов Георгій Сергійович
Георгій Сергійович Степанов (22 травня 1909, місто Саратов, тепер Російська Федерація — 31 серпня 1996, місто Москва, Російська Федерація) — радянський державний діяч, керуючий справами Ради міністрів СРСР. Депутат Верховної Ради СРСР 6-го скликання.

## Життєпис
Народився в родині робітника (за іншими даними — службовця).
У 1923—1927 роках — учень друкаря, друкар друкарні поліграфпрому в місті Саратові.
У 1927—1928 роках — підручний слюсаря Волзького чавуноливарного заводу в Саратові.
У 1928—1931 роках — студент робітничого факультету імені Леніна в Саратові.
У 1931 році — секретар комітету ВЛКСМ головного поштамту міста Саратова.
У 1931—1936 роках — студент Московського енергетичного інституту, інженер-енергетик.
У 1936—1938 роках — інженер з технічного обліку, інженер електроконтролю, інженер із техніки безпеки (інспектор) Саратовського енергетичного комбінату.
У 1938 році служив у Червоній армії.
У 1938—1942 роках — начальник електроцеху Саратовської державної районної електростанції (ДРЕС); старший інженер, начальник енергозбуту Саратовського енергетичного комбінату.
Член ВКП(б) з березня 1941 року.
У 1942—1945 роках — завідувач відділу електростанцій Саратовського обласного комітету ВКП(б). Одночасно в 1943—1945 роках — заступник секретаря Саратовського обласного комітету ВКП(б) із електростанцій.
У 1945—1948 роках — слухач Вищої партійної школи при ЦК ВКП(б).
У 1948—1950 роках — заступник начальника відділу, начальник відділу фінансування паливної промисловості та електростанцій, начальник Контрольно-ревізійного управління Міністерства фінансів СРСР.
У 1950—1954 роках — завідувач сектору фінансових органів відділу адміністративних та торговельно-фінансових організацій ЦК ВКП(б) (КПРС). 
У 1954—1958 роках — референт першого секретаря ЦК КПРС Микити Хрущова.
У березні 1958 — березні 1959 року — завідувач секретаріату голови Ради міністрів СРСР Микити Хрущова.
У березні 1959 — грудні 1964 року — керуючий справами Ради міністрів СРСР.
У грудні 1964 — жовтні 1965 року — заступник голови Державного виробничого комітету з енергетики та електрифікації СРСР.
У жовтні 1965 — грудні 1971 року — заступник міністра енергетики та електрифікації СРСР.
З грудня 1971 року — персональний пенсіонер союзного значення в Москві.
Помер 31 серпня 1996 року в Москві. Похований в Москві на Введенському цвинтарі.

## Родина
Дружина — Степанова Ганна Сергіївна (1909—1970). Син — Степанов Борис Георгійович (1935—2019), дипломат; дочка — Степанова Інна Георгіївна (нар. 1940 р.), лікар-рентгенолог.

## Нагороди
- орден Трудового Червоного Прапора
- орден Червоної Зірки
- медалі